# Vintersport
Vintersport er sport, der traditionelt finder sted om vinteren.
Der kræves nemlig frost og sne, for at nogle af disse sportsgrene kan afvikles på en naturlig måde, herunder:
- Bandy
- Bobslæde
- Curling
- Hundeslædeløb
- Ishockey
- Isstok
- Kunstskøjteløb
- Kælk
- Skiløb
  - Alpine discipliner
  - Freestyle
  - Nordiske discipliner
  - Rulleski
  - Skiskydning
  - Snowboard
  - Monoski
  - Telemark-skiløb
- Skeleton
- Skijøring
- Skøjteløb
  - Hurtigløb på skøjter
  - Kortbaneløb på skøjter
  - Kunstløb
  - Synkronskøjteløb
- Sneskoløb
- Speed skiing

Andre sportgrene betegnes også som typiske for vinteren, selvom de foregår indendørs i idræts- og sportshaller, herunder:
- Håndbold

Et af de vigtigste sportsbegivenheder for vinteridrætsgrenene er Vinter OL, der finder hvert fjerde år – forskudt to år i forhold til Sommer OL.